# Rota das especiarias

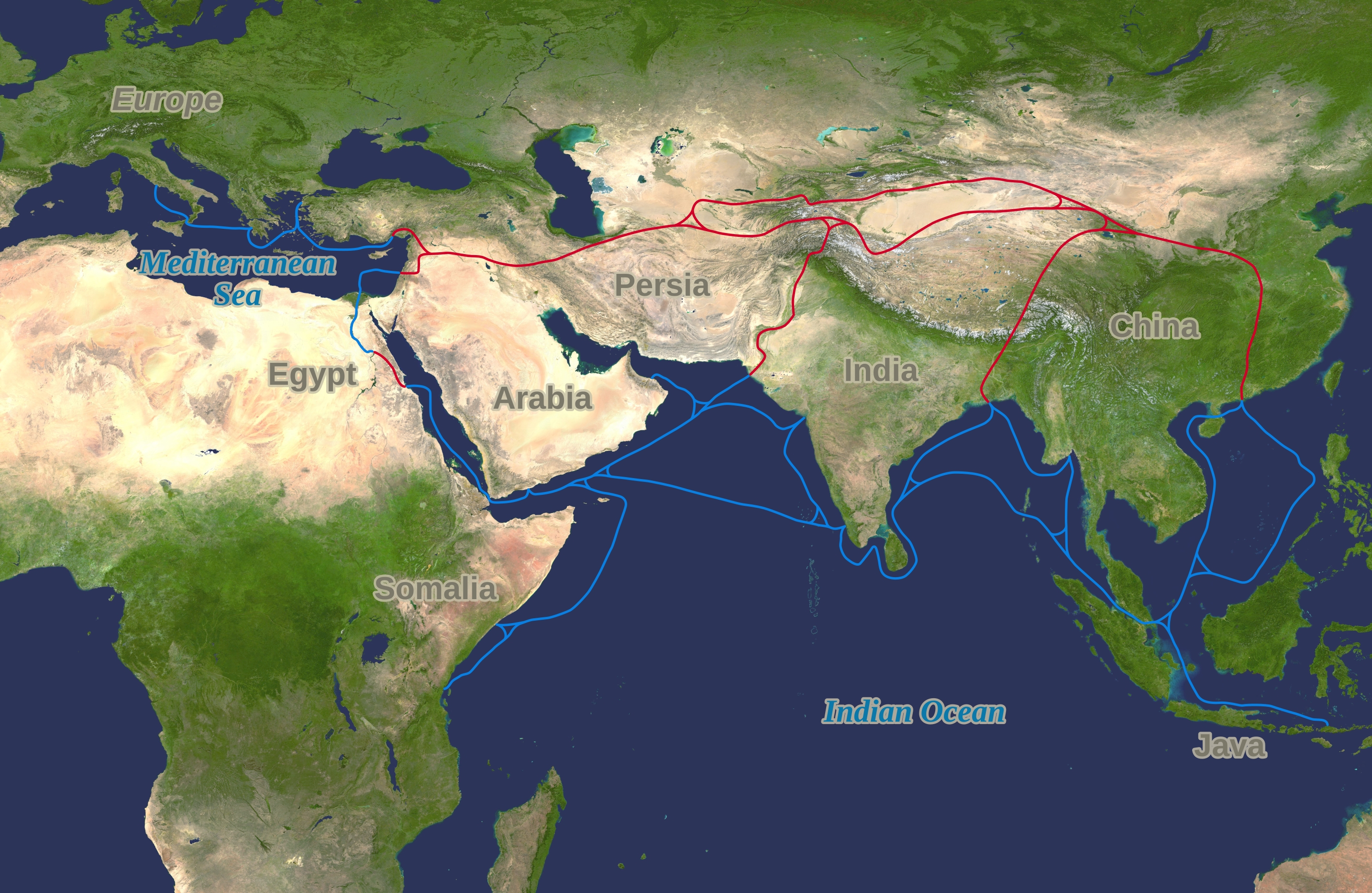
As importantes rotas comerciais terrestres (vermelho) e marítimas (azul) bloqueadas pelo Império Otomano em 1453 após a queda de Constantinopla.

As rotas das especiarias foram rotas comerciais geradas pelo comércio de especiarias provenientes da Ásia. Estas rotas remontam à antiguidade greco-romana interligando diversos povos ao longo do tempo, da Europa à Ásia. Ligando importantes pontos comerciais e cruzando grande parte do mundo então conhecido, as rotas de especiarias para a Europa foram sucessivamente dominadas por mercadores do norte de e do Médio Oriente, pela República de Veneza no Mediterrâneo e, mais tarde, pelos portugueses que, com a descoberta do caminho marítimo para a Índia iniciariam uma rota marítima alternativa. A rota do Cabo, contornando África, viria a ser explorada também pelos Holandeses, entre outras potências europeias.As rotas das especiarias passavam por vários intermediários antes de serem revendidos na europa medieval

## Rotas antigas

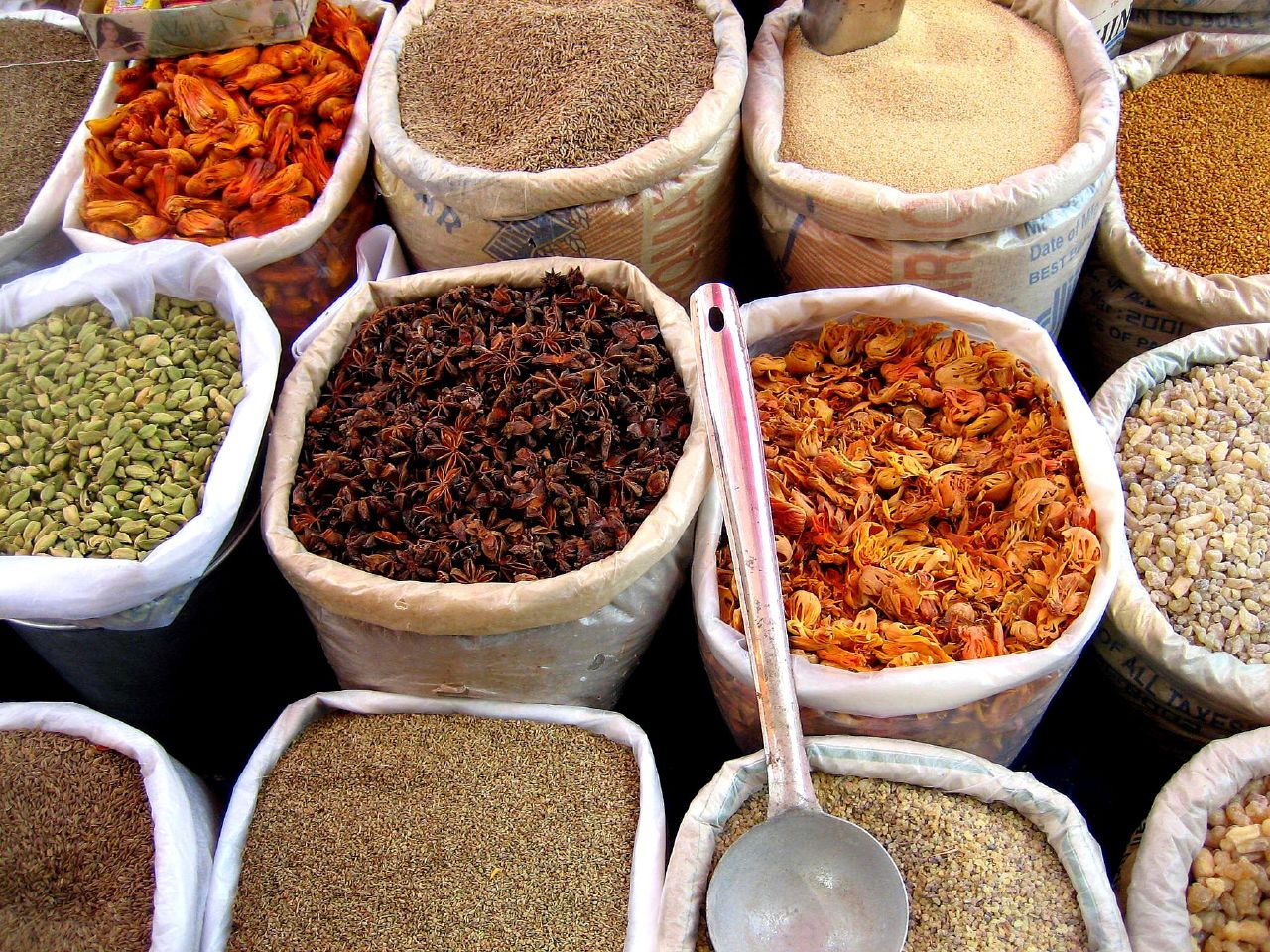
O comércio de especiarias da Índia atraiu a atenção da dinastia ptolomaica, e, posteriormente, do Império romano.

As civilizações asiáticas desenvolveram o comércio de especiarias desde a antiguidade, e o mundo greco-romano deu-lhe continuidade, comerciando ao longo das chamadas "rota do incenso" e "rota romana da índia".
As rotas romanas da Índia beneficiaram da tecnologia marítima desenvolvida pela potência comercial do Reino de Axum (c. 400 a.C. a 1000 d.C.), pioneira na rota do Mar Vermelho antes do século I. Roma viria a relacionar-se com esta civilização em c. 30 a.C., partilhando o conhecimento até meados do século VII, quando os muçulmanos bloquearam as rotas terrestres de caravanas através do Egipto e do Suez, impedindo o acesso dos mercadores europeus a  Axum e à Índia. Finalmente, os mercadores árabes assumiram o transporte de mercadorias para a Europa, através do Levante e dos comerciantes venezianos, até que, em 1453, a queda de Constantinopla provocou novo bloqueio da rota de comércio - agora, pelos turcos otomanos - o que aumentaria o custo já elevado das especiarias.
Um mercador de Lisboa descreve a rota das especiarias, antes da descoberta do caminho marítimo para a Índia:
«Desta terra de Calecute vai a especiaria que se come em Portugal e em todas as províncias do Mundo; vão também desta cidade muitas pedras preciosas de toda a sorte. Aqui carregam as naus de Meca a especiaria e a levam a uma cidade que está em Meca que se chama Judeia. E pagam ao grande sultão o seu direito. E dali a tornam a carregar em outras naus mais pequenas e a levam pelo Mar Ruivo a um lugar que está junto com Santa Catarina do Monte Sinai que se chama Tunis e também aqui pagam outro direito. Aqui carregam os mercadores esta especiaria em camelos alugados a quatro cruzados cada camelo e a levam ao Cairo em dez dias; e aqui pagam outro direito. E neste caminho para o Cairo muitas vezes os salteiam os ladrões que há naquela terra, os quais são alarves e outros.
«Aqui tornam a carregá-la outra vez em umas naus, que andam num rio que se chama o Nilo, que vem da terra do Preste João, da Índia Baixa; e vão por este rio dois dias, até que chegam a um lugar que se chama Roxete; e aqui pagam outro direito. E tornam outra vez a carregá-la em camelos e a levam, em uma jornada, a uma cidade que se chama Alexandria, a qual é porto de mar. A esta cidade de Alexandria vêm as galés de Veneza e de Génova buscar esta especiaria, da qual se acha que há o grande sultão 600 000 cruzados; dos quais dá, em cada ano, a um rei que se chama Cidadim 100 000 para que faça guerra ao Preste João."
Dos mercados de Veneza e Génova, eram espalhadas para toda a Europa estas especiarias, acrescidas imensamente no seu custo, e sem chegada garantida

## Rota marítima do Cabo

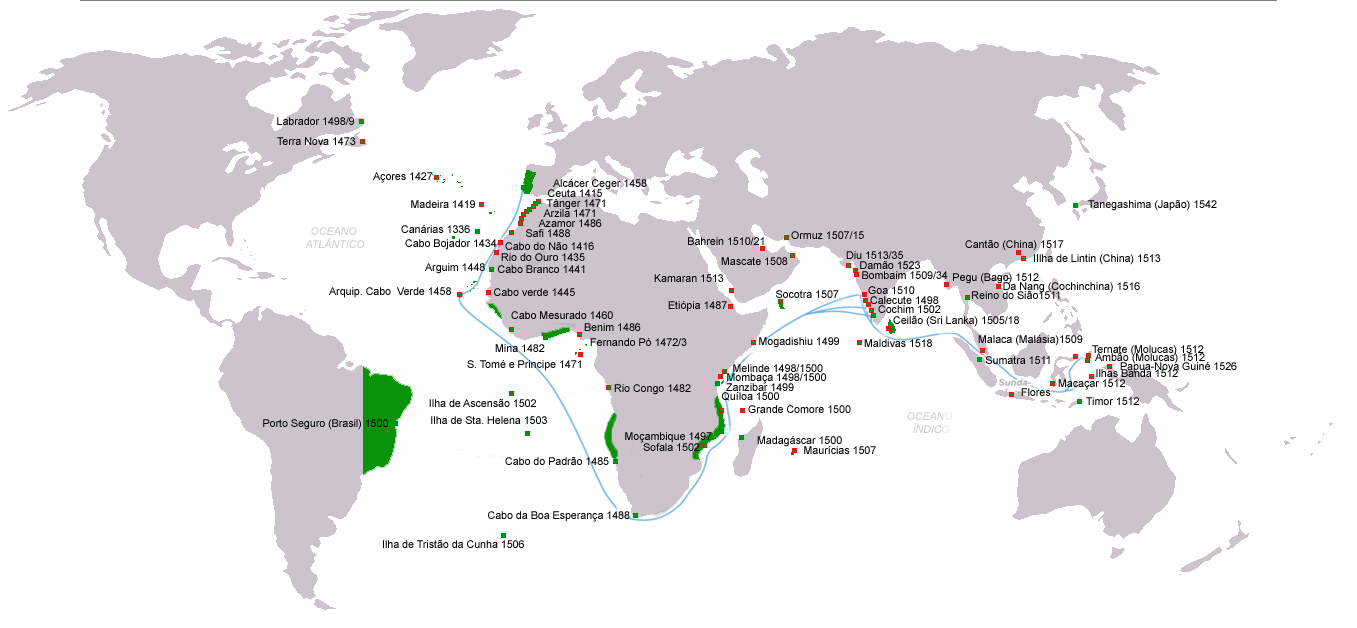
Datas e primeiros contactos dos portugueses de 1415-1543 e rotas no Oceano Índico (azul)

As rotas terrestres iniciais viriam a ser substituídas por rotas marítimas, dando um enorme impulso no crescimento do comércio. Durante a Idade Média comerciantes muçulmanos dominaram as rotas marítimas de especiarias no oceano Índico, dominando áreas chave e enviando as especiarias da Índia para ocidente, através do Golfo Pérsico e do mar Vermelho, a partir de onde seguiam por terra para a Europa com enormes custos.
O comércio de especiarias seria um importante fator para o início Era dos Descobrimentos. Face ao custo das rotas convencionais, o proveito dos portugueses em estabelecer uma rota marítima  - praticamente isenta de assaltos, apesar dos perigos no mar - mostrava-se recompensador e prometia um grande rendimento à Coroa. Portugal, que vinha avançando nos seus descobrimentos marítimos, iria ligar directamente as regiões produtoras das especiarias aos seus mercados na Europa. A rota marítima para a Índia contornando África, pelo Cabo da Boa Esperança, foi descoberta em 1497 por Vasco da Gama, e transformou-se em uma nova rota de comércio.
Este comércio - que moveria a economia mundial desde o fim da Idade Média até aos tempos modernos - marcaria a era de domínio europeu no Oriente.
Canais, como a Baía de Bengala, serviram de pontes para trocas culturais e comerciais entre diferentes culturas à medida que diferentes países procuraram ganhar controlo do comércio ao longo das muitas rotas. As rotas portuguesas foram limitadas pelos percursos, portos e nações difíceis de dominar. Mais tarde, os holandeses viriam a se tornar dominantes, conquistando território aos portugueses e fazendo a navegação directa desde o Cabo da Boa Esperança até ao estreito de Sunda, na Indonésia.